# تئودور روزاک
تئودور روزاک (انگلیسی: Theodore Roszak; ۱۵ نوامبر ۱۹۳۳ – ۵ ژوئیهٔ ۲۰۱۱) رمان‌نویس، مورخ، جامعه‌شناس، نویسنده، استاد دانشگاه، نویسنده علمی-تخیلی، و آموزگار اهل ایالات متحده آمریکا بود.
وی همچنین برندهٔ جوایزی همچون کمک‌هزینه گوگنهایم شده‌است.